# آرثر سليد
آرثر سليد هو كاتب للأطفال وكاتب كندي، ولد في 9 يوليو 1967.